# NSU Max

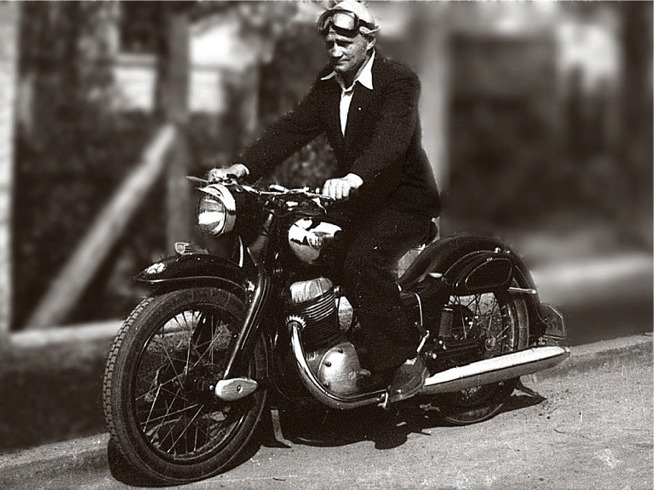
NSU Max Standard

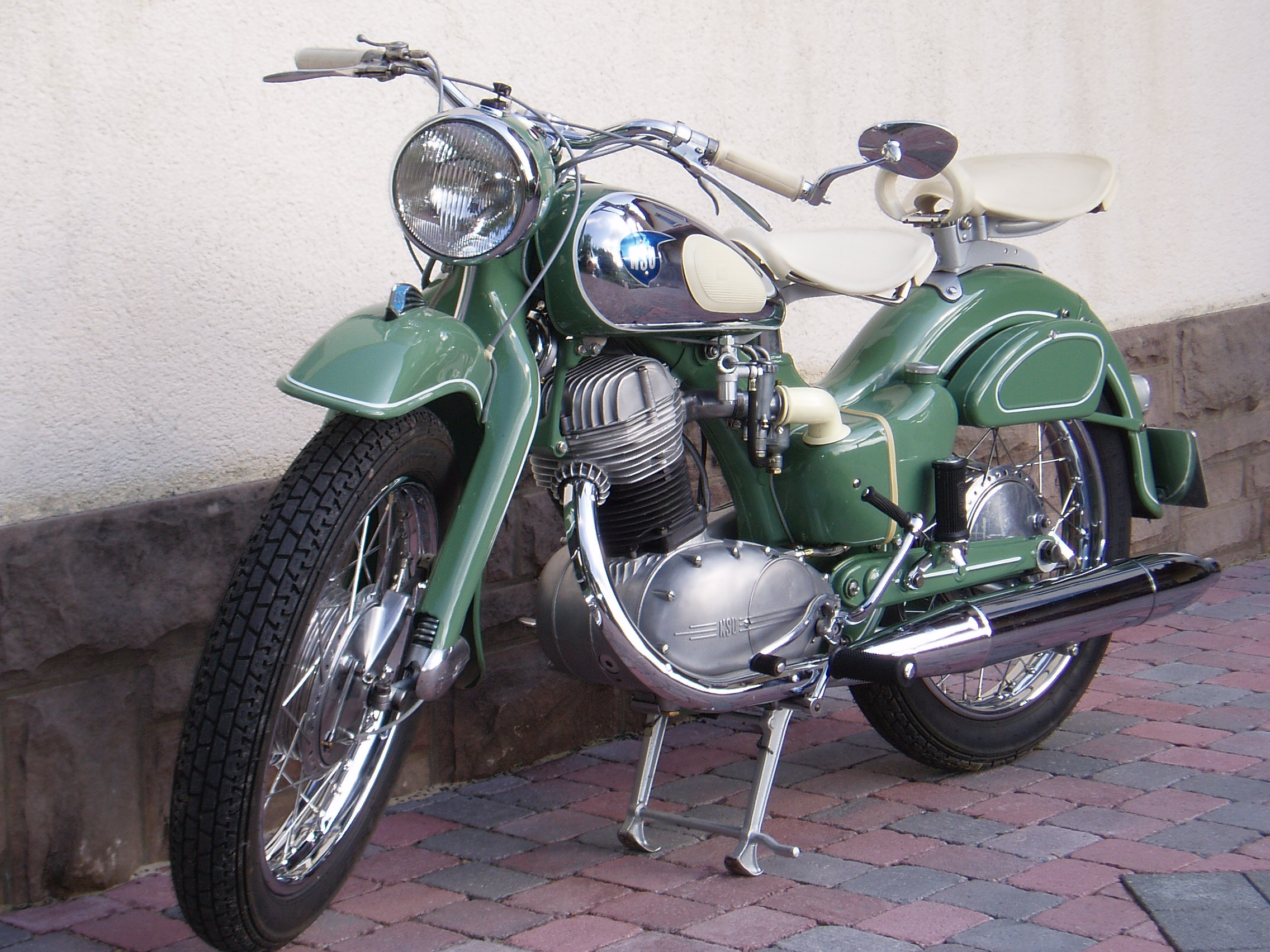
NSU Max 1955

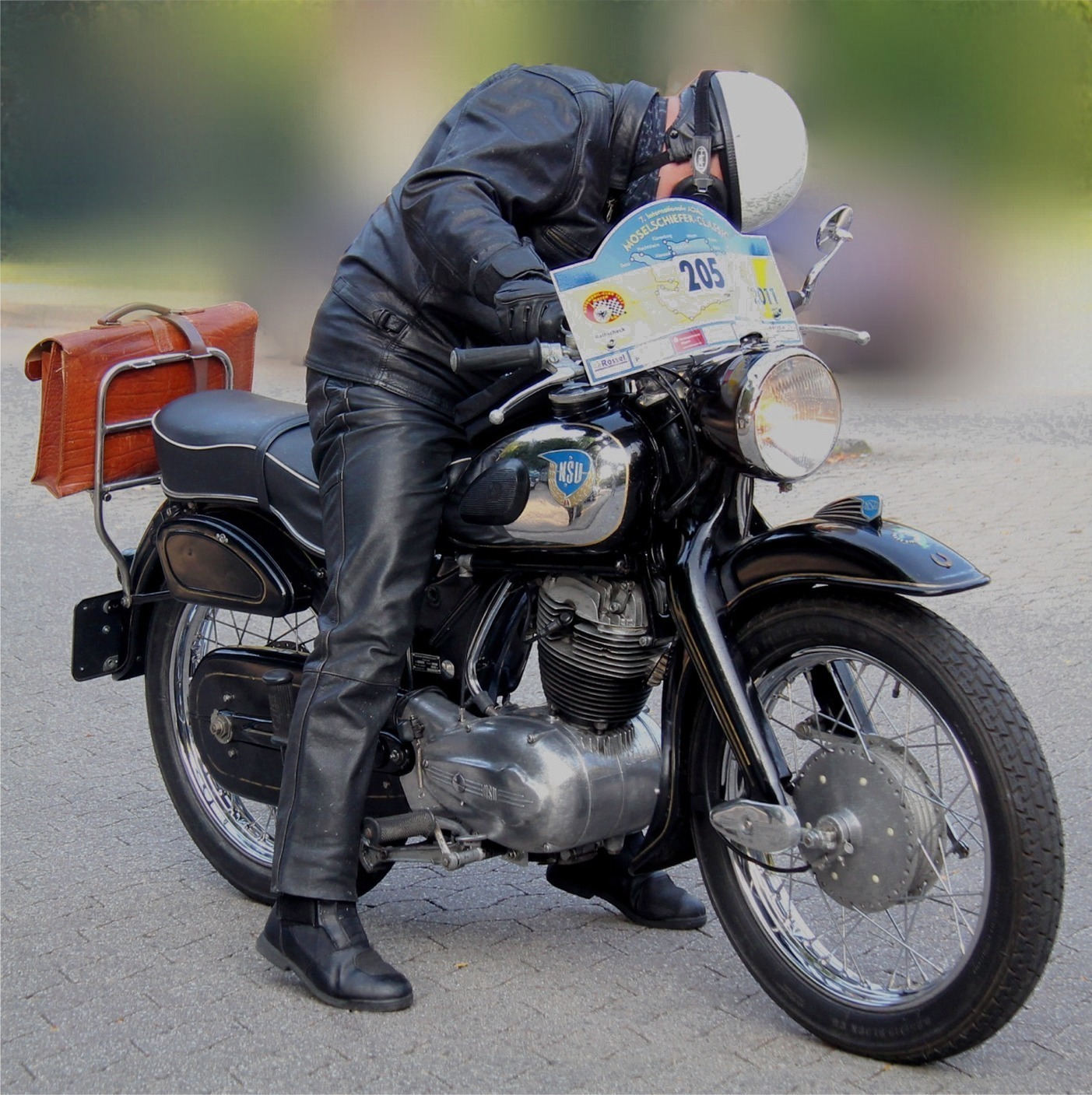
NSU Max Spezial, Baujahr 1956, bei der Moselschiefer-Classic in Mayen

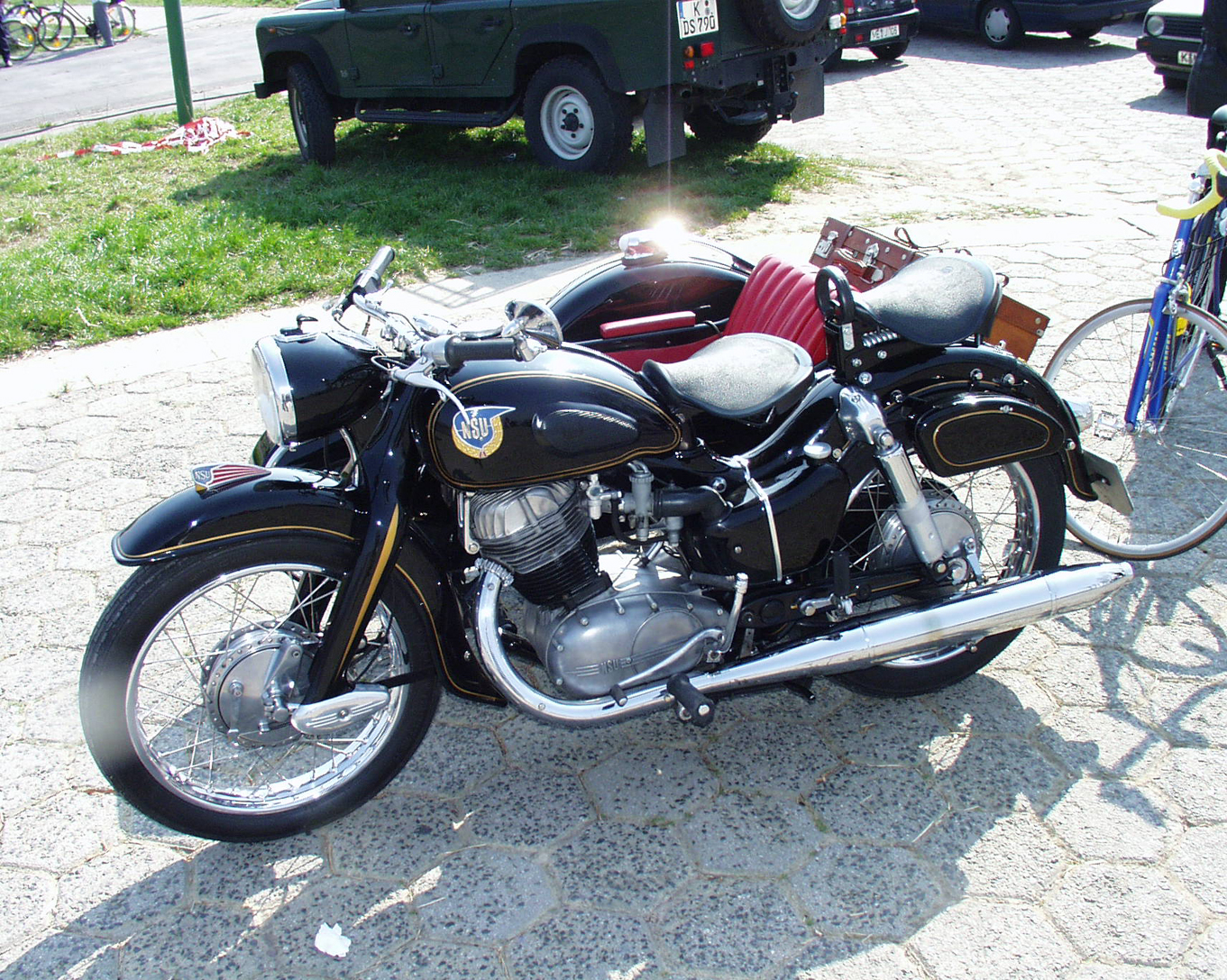
NSU Spezialmax mit Beiwagen, hintere Federbeine nachgerüstet (Supermax hatte einen anderen Luftansauggummi: weiß und trichterförmig, siehe Bild darunter)

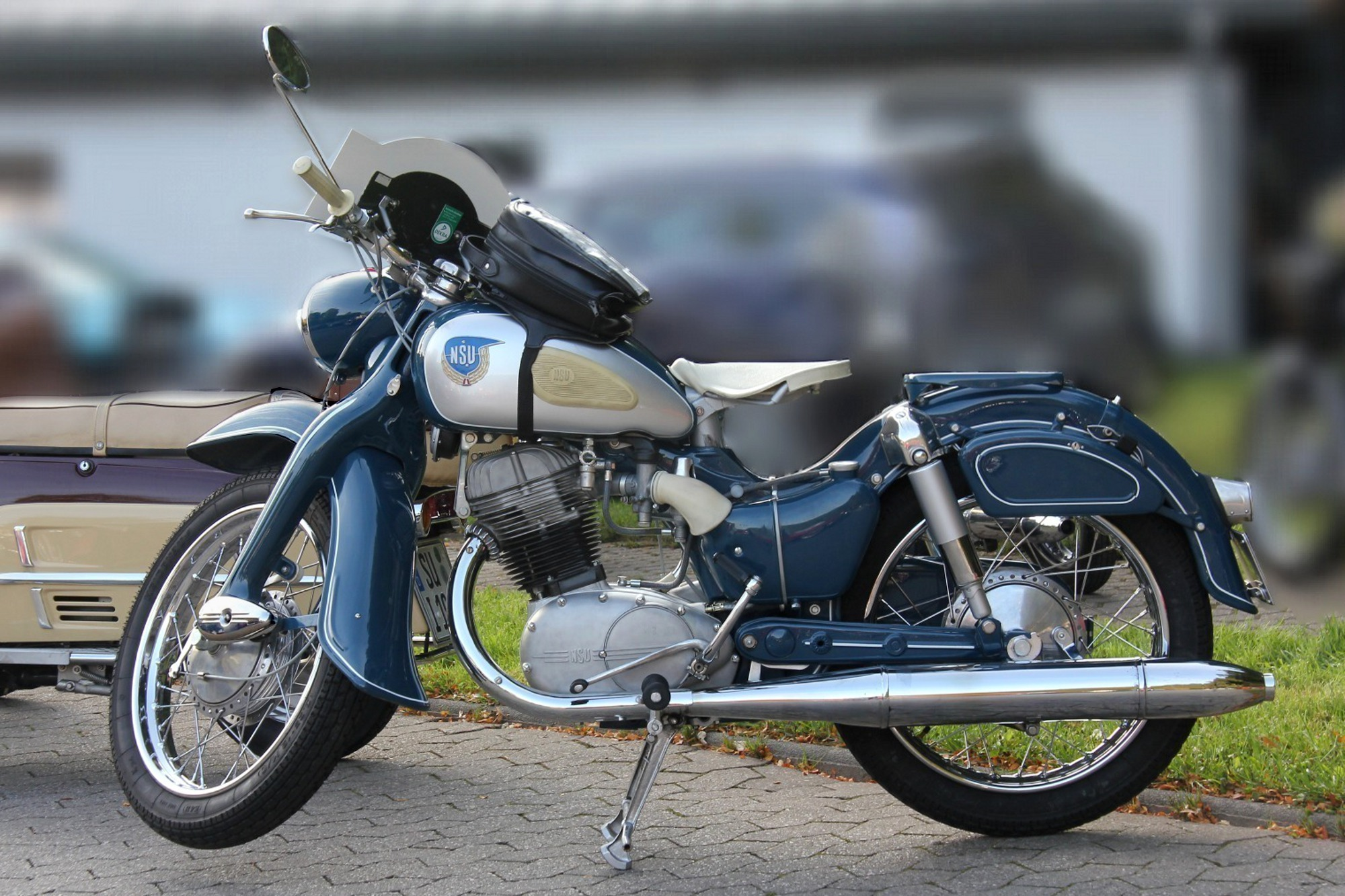
NSU Supermax

Die NSU Max war eines der populärsten 250er Motorräder der 1950er und 1960er Jahre. Die offizielle Typbezeichnung lautete: NSU 251 OSB. Das Kürzel OSB war die Abkürzung für Obengesteuert; Sport; Blockmotor. Die Zahl 251 gab Auskunft über den Hubraum sowie die Anzahl der Zylinder (251 = 250 cm³; 1 Zylinder). Hergestellt wurde sie von 1952 bis 1963 von den NSU Motorenwerken in Neckarsulm. Gebaut wurden 97.120 Stück.

## Serienmäßige Versionen
Im Verlauf der Produktion gab es drei Versionen:
- 1952–1954 Max Standard (Halbnabenbremsen, kleiner Tank)
- 1954–1956 Max Spezial (Vollnabenbremsen, großer Büffeltank)
- 1956–1963 Supermax (Federbeine hinten, Papierölfilter, 18 PS)

Die Standardmax wurde erst nach dem Erscheinen der Spezialmax 1954 so bezeichnet. Davor lautete die Bezeichnung einfach Max. Um den hohen Einfuhrzoll für 250-cm³-Motorräder in Österreich zu umgehen, wurde 1955/56 eigens für den Export nach Österreich die Ausführung 301 OSB mit 297 cm³ Hubraum gebaut (2756 Stück). Sie leistete 15,4 kW (21 PS) bei 6600/min.
In Deutschland wurde diese Ausführung offiziell nicht verkauft. Die Verkaufsaussichten wären auch nur gering gewesen, denn dem Vorteil der höheren Motorleistung standen als Nachteile eine höhere Kraftfahrzeugsteuer entgegen. Vor allen Dingen durfte die 300er Max nicht mit dem damals weit verbreiteten Führerschein der Klasse 4 gefahren werden, der auf Fahrzeuge bis 250 cm³ beschränkt war.

## Technik
Völlig neu an der NSU Max war die sogenannte Ultramax-Steuerung des Einzylindermotors, das heißt, die obenliegende Nockenwelle wurde über eine mit halber Kurbelwellendrehzahl laufende Zwischenwelle durch zwei Schubstangen und nicht durch eine Kette oder eine Königswelle angetrieben. Diese Konstruktion von Chefkonstrukteur Albert Roder wurde auch später bei der Superfox, der Maxi und beim Zweizylindermotor des Kleinwagens NSU Prinz beibehalten.
Der Pressstahlrahmen und die Radaufhängung an geschobener Kurzschwinge vorn und einer Cantileverschwinge mit annähernd waagerecht liegender Zentralfeder und integriertem Stoßdämpfer hinten entsprachen weitestgehend der NSU Lux, allerdings in verstärkter Ausführung.
1956 erhielt die Supermax statt der Zentralfeder zwei herkömmliche Federbeine hinten sowie eine geänderte Ansauganlage, einen verbesserten Gasgriff und Motorölfeinstfilterung. Im Zubehörhandel wurden Federbein-Umrüstsätze angeboten.
Mit 17 PS bzw. 12,5 kW (anfangs 15 PS) war die NSU Max das überlegene Motorrad seiner Klasse.

## Technische Daten
| Modell                | NSU Max (ab 1954)            | NSU Supermax (1956–1963)     |
| --------------------- | ---------------------------- | ---------------------------- |
| Motor                 | 1-Zylinder-Viertakt          | 1-Zylinder-Viertakt          |
| Hubraum               | 247 cm³                      | 247 cm³                      |
| Bohrung × Hub         | 69 mm × 66 mm                | 69 mm × 66 mm                |
| Leistung              | 12,5 kW (17 PS) bei 6500/min | 13,2 kW (18 PS) bei 7000/min |
| Getriebe              | 4-Gang                       | 4-Gang                       |
| Federung vorn         | Kurzarmschwinge              | Kurzarmschwinge              |
| Federung hinten       | Cantilever mit Zentralfeder  | Schwinge mit Federbeinen     |
| Gewicht               | 165 kg                       | 174 kg                       |
| Höchstgeschwindigkeit | 126 km/h                     | 126 km/h                     |
| Grundpreis            | 1.990 DM                     | 2.076 DM (ab 1961)           |

Die Mehrleistung der Supermax beruht allein auf einem geänderten Luftfilter, einem geänderten Ansaugraum im Rahmen und einer geänderten Vergaser-Düsenbestückung.

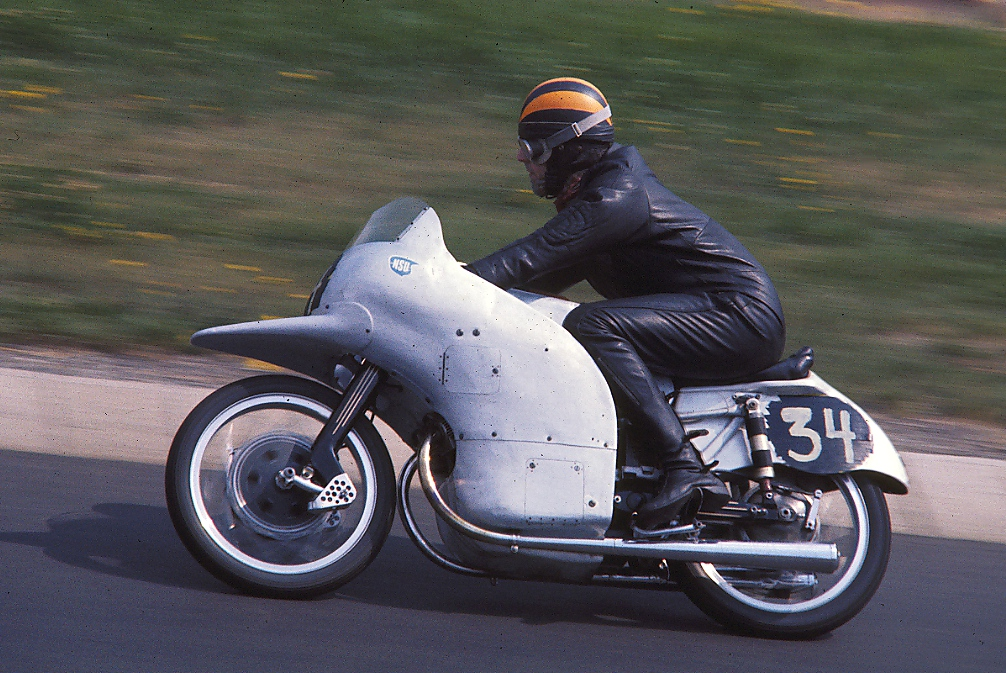
NSU Rennmax „Delphin“, 1953

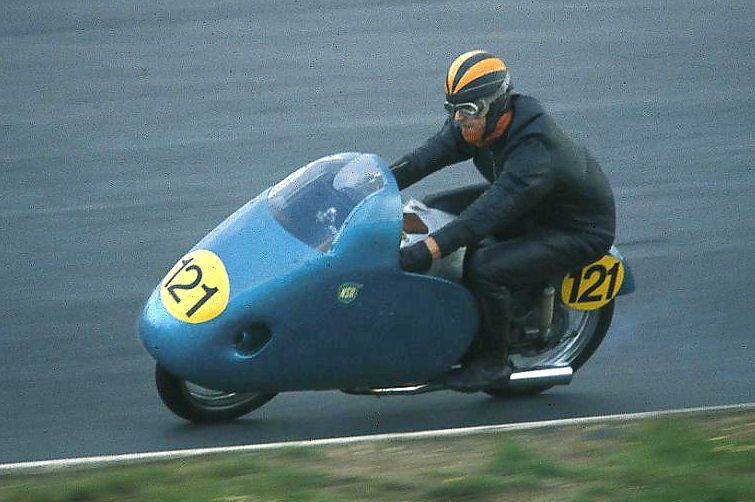
NSU Rennmax „Blauwal“, 1954

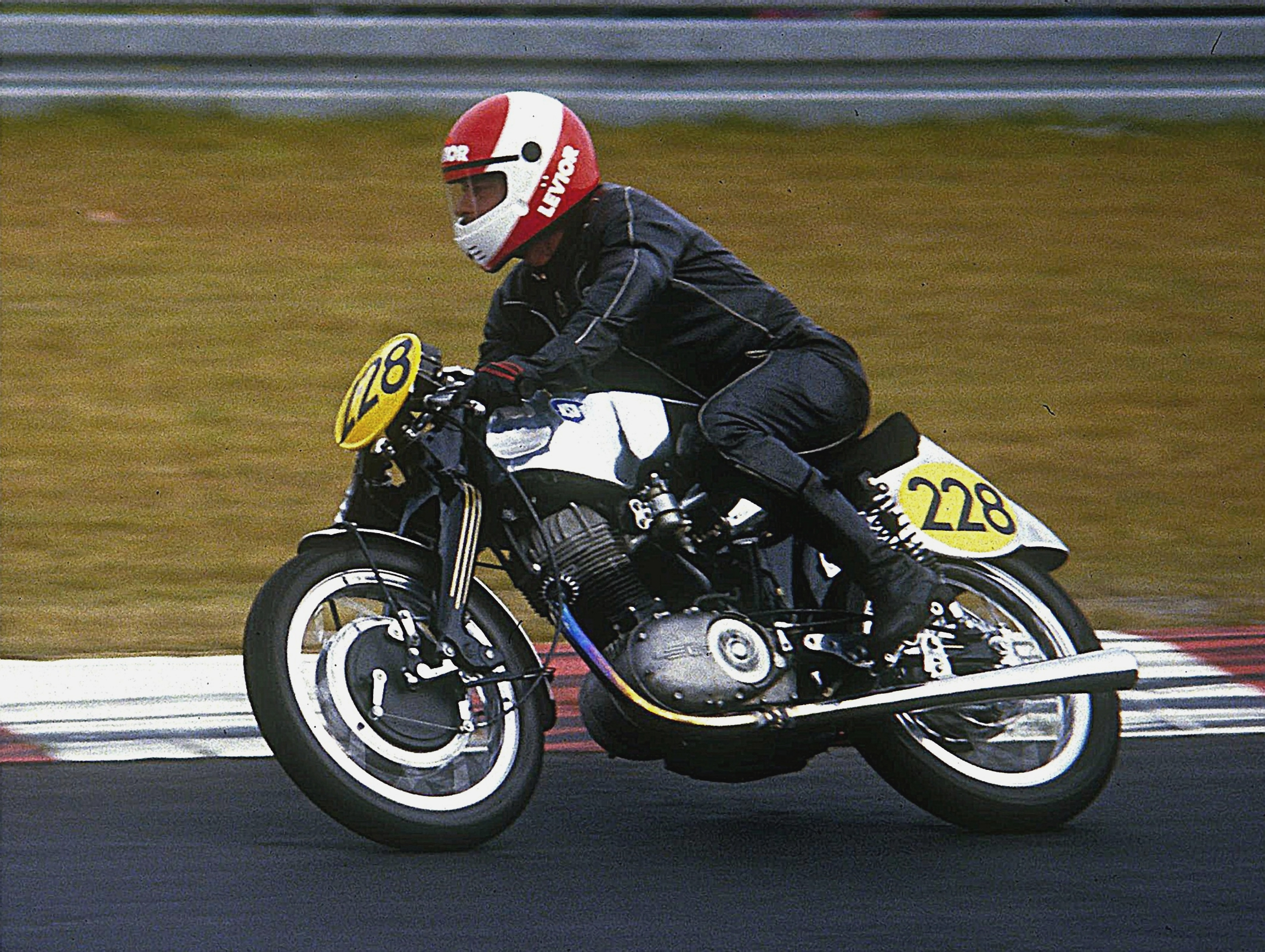
NSU Sportmax, 1955

## Sport- und Rennversionen
Mit von der NSU Max abgeleiteten Renn- und Sportmaschinen war NSU sowohl im Straßenrennsport als auch im Gelände sehr erfolgreich.
Von 1952 bis 1954 baute NSU die Rennmax, eine Zweizylinder-Rennmaschine, deren Rahmen und Federung ab 1953 der Serienmax ähnelten und den Doppelrohrrahmen der ersten Ausführung ablösten. Der Motor hatte allerdings nichts mit dem Serienmodell gemein. Es war ein Parallel-Zweizylinder mit zwei obenliegenden Nockenwellen, die zunächst von zwei Königswellen, 1954 von nur einer angetrieben wurden. Der 1954er Motor (249 cm³) leistete 39 PS bei 11.500/min. Die 121 kg schwere Maschine hatte ein Sechsganggetriebe und erreichte eine Höchstgeschwindigkeit von 190 bis 195 km/h.
1953 und 1954 wurde Werner Haas auf NSU Rennmax Weltmeister der 250er Klasse. 1954 gewann die Rennmax alle Rennen, in denen sie startete.
1955 schraubte NSU das Engagement im Straßenrennsport deutlich zurück. Statt der hochgezüchteten Werksrennmaschine Rennmax wurde die relativ seriennahe Sportmax gebaut. Ihr Motor entsprach äußerlich dem normalen Max-Motor und leistete 28 PS (21 kW) bei 9000/min mit offenem Auspuff. Die Sportmax wurde in kleiner Serie (36 Stück) gebaut und konnte von bewährten Privatrennfahrern für 4.000 DM erworben werden. Obwohl die Sportmax deutlich weniger Leistung hatte als die Rennmax eine Saison vorher, wurde H. P. Müller damit 1955 Weltmeister, allerdings nur, nachdem der in der Weltmeisterschaft führende Bill Lomas auf Moto Guzzi disqualifiziert worden war. Lomas hatte bei der Dutch TT in Assen bei laufendem Motor getankt. Hans Baltisberger gewann auf NSU Sportmax den Titel des Deutschen Straßenmeisters.
Neben der Straßenrennmaschine Sportmax entwickelte NSU 1955 eine „Geländemax“ auf der Basis des Serienmodells, die sich von diesem durch eine auf 19,5 PS gesteigerte Motorleistung, ein hochgezogenes Auspuffrohr, einen Unterschutz für das Motorgehäuse, größere Stoßdämpfer und grobstollige Reifen unterschied. Sie wurde sowohl solo als auch mit Beiwagen gefahren. Neben anderen Erfolgen beendeten neun NSU-Geländemax-Fahrer die 31. Internationale Sechstagefahrt 1956 in Garmisch-Partenkirchen mit einer Goldmedaille. Außerdem gab es für beide ohne Strafpunkte durchgekommenen NSU-Werksmannschaften zwei goldene Fabrikpreise.
Erwin Schmider gewann auf der NSU Geländemax zehnmal (1958–1967) die Deutsche Gelände-Meisterschaft in der Klasse bis 350 cm³.

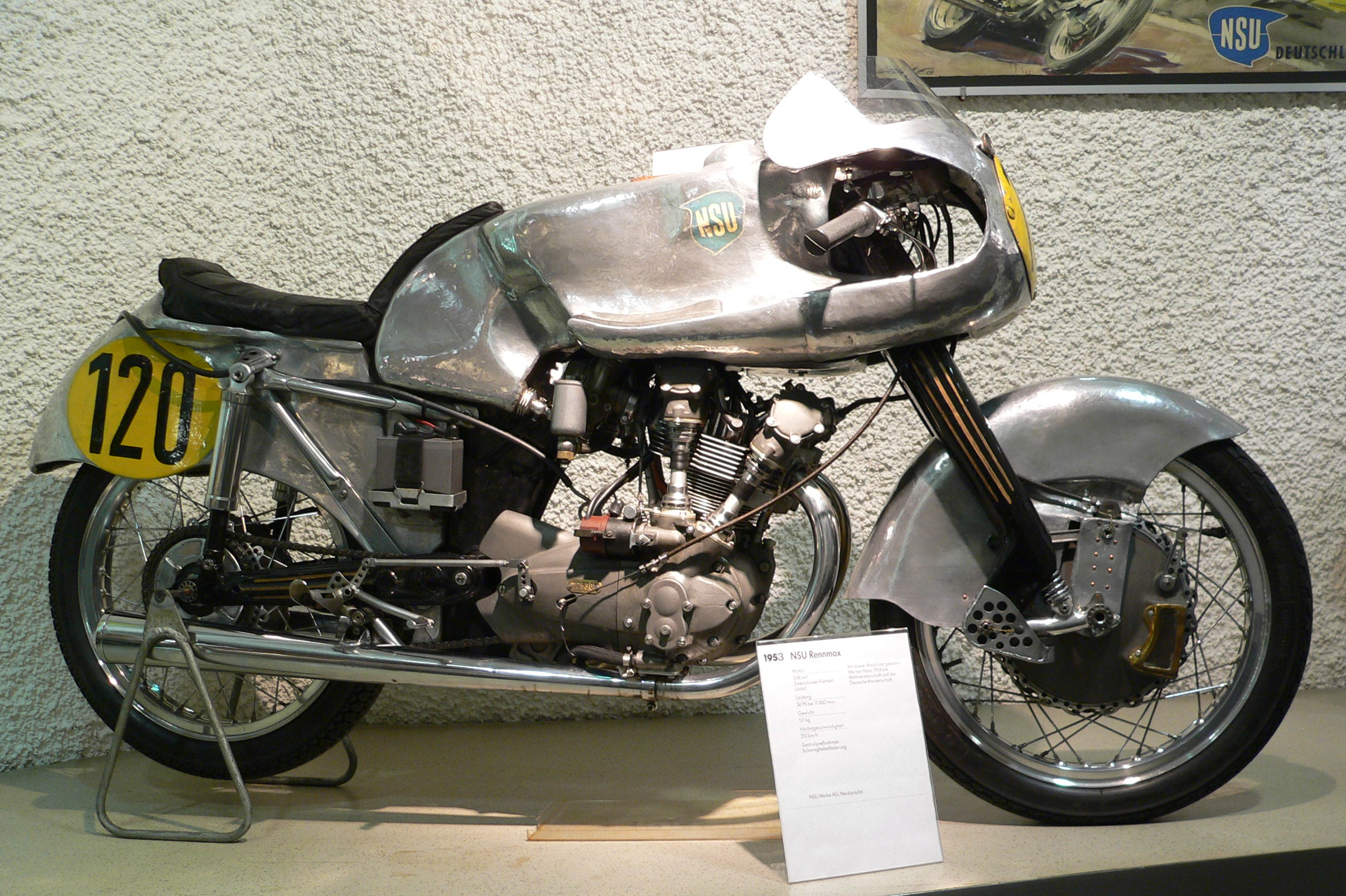
Rennmax, 1953 im Zweirad-Museum
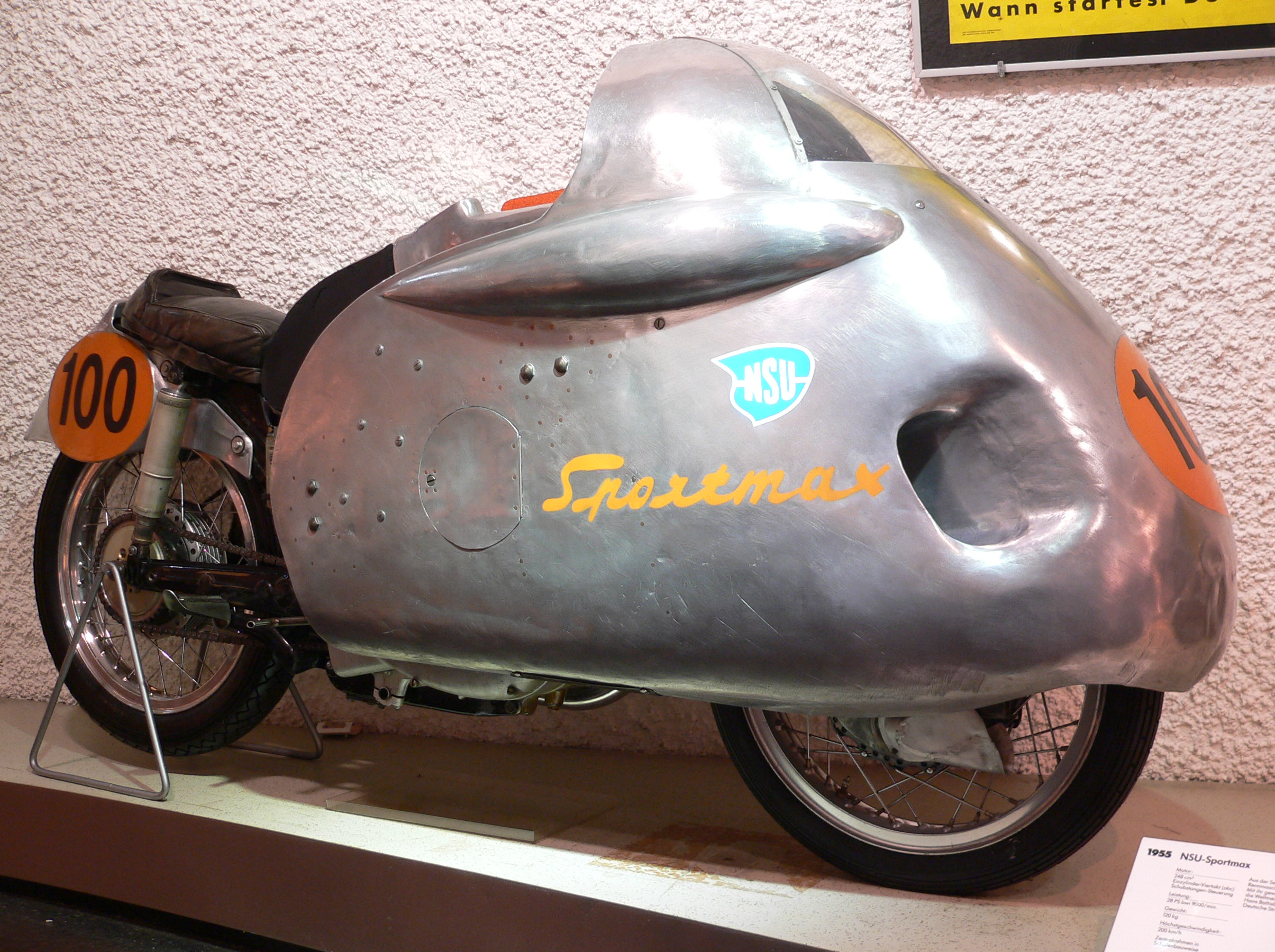
Sportmax, 1955 im Zweirad-Museum
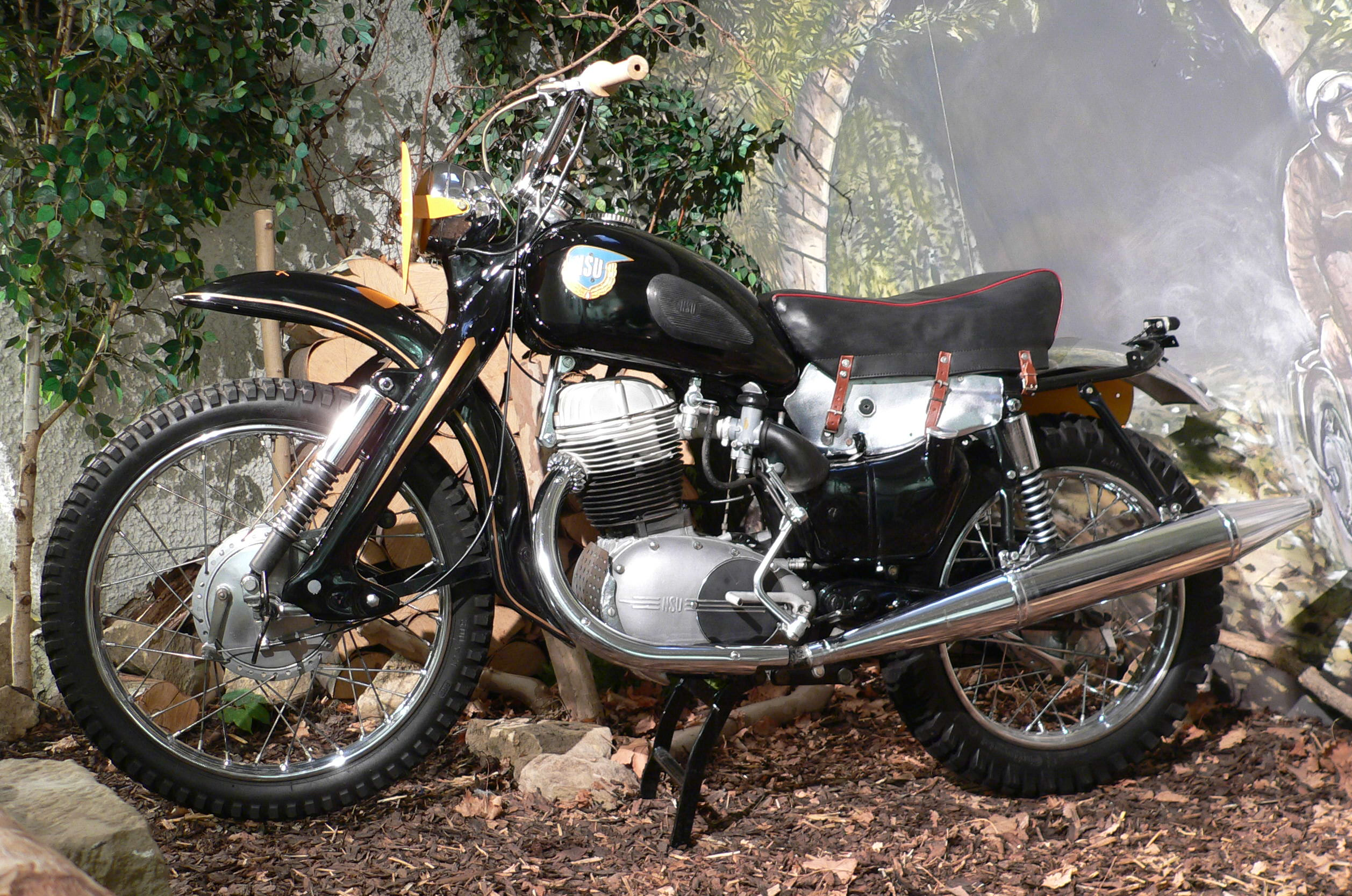
NSU Geländemax, 1956 im Deutschen Zweirad-Museum
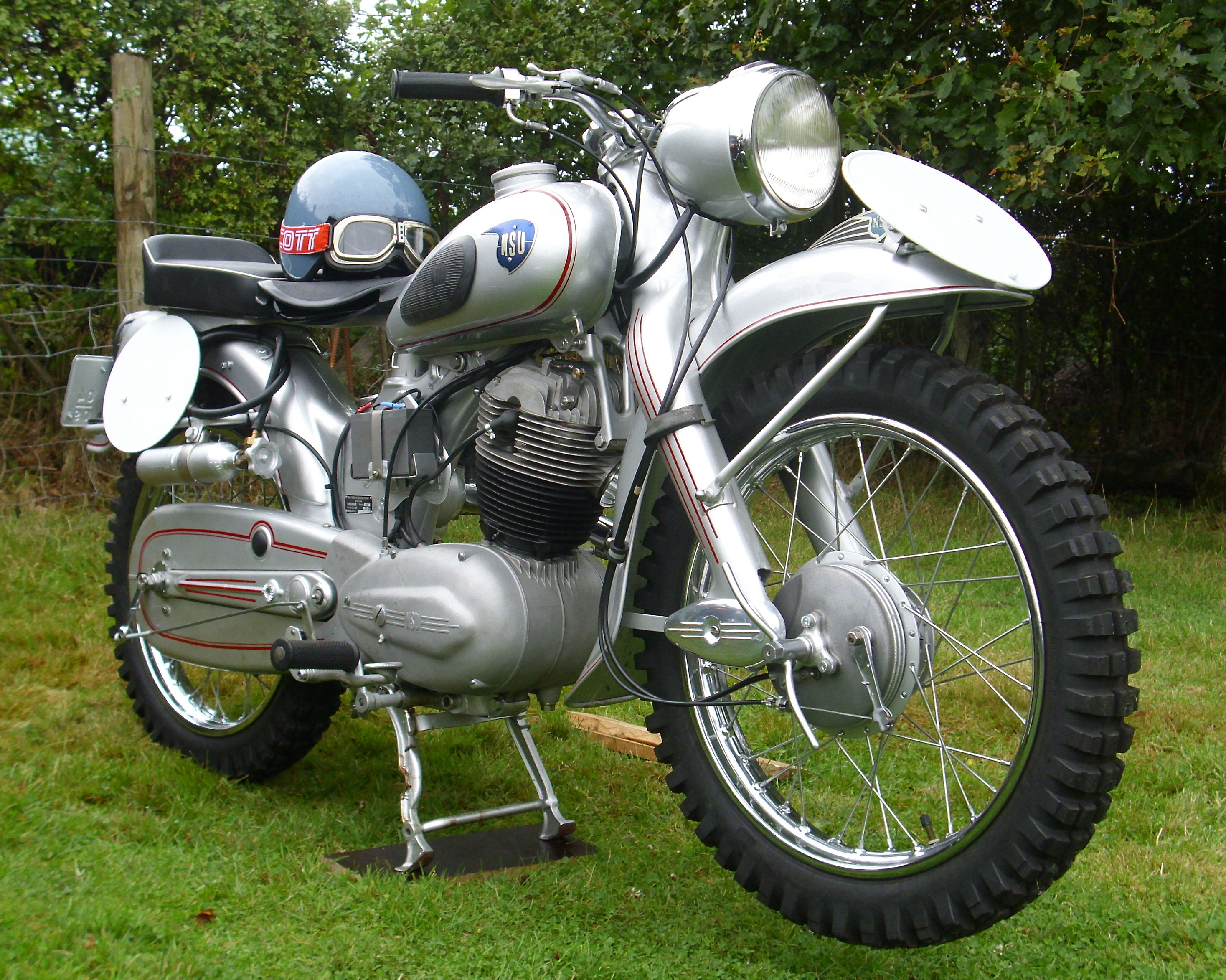
NSU Max TT 1954 Geländemodell für USA (Basis Geländemax)
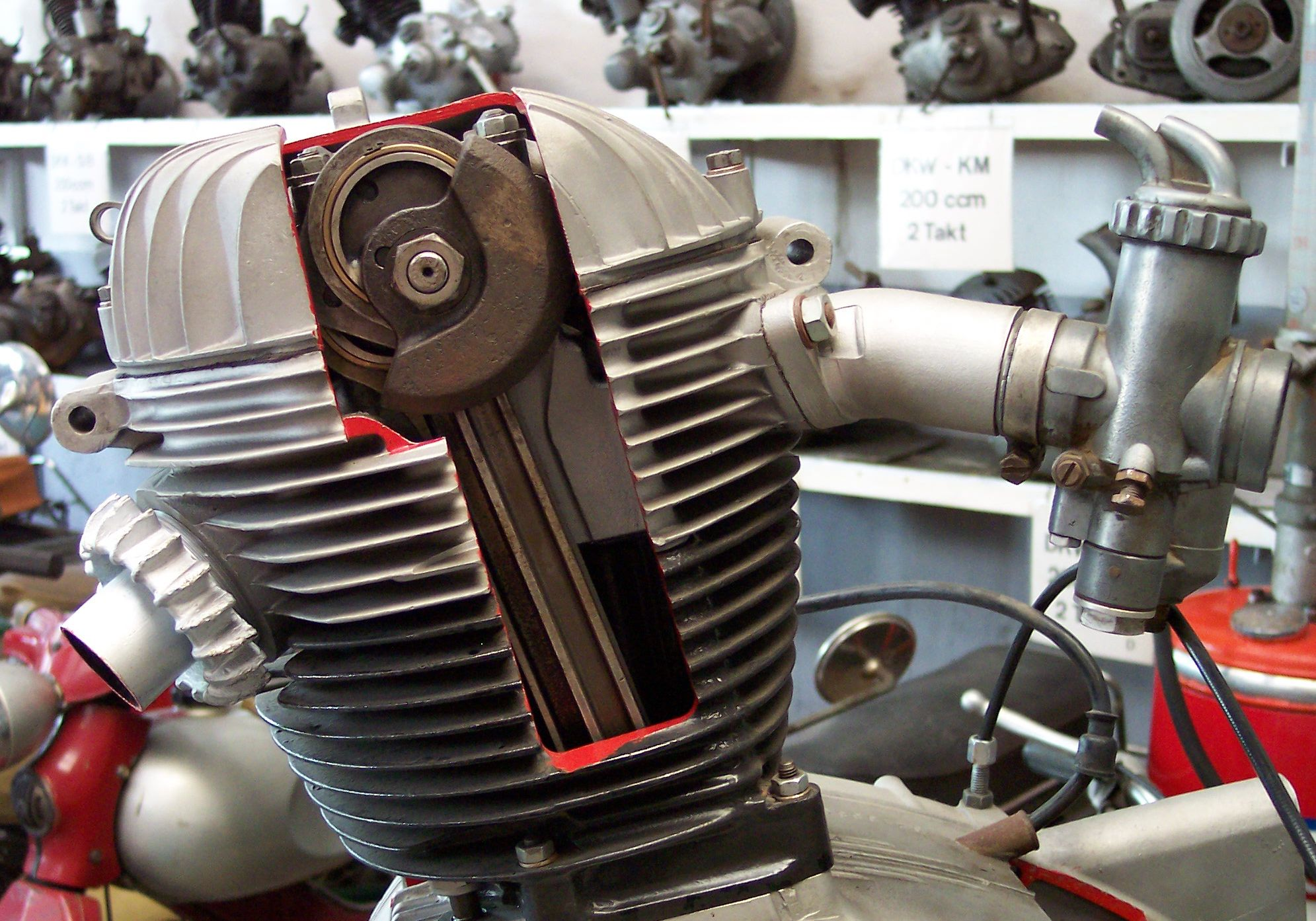
NSU Max Motor mit ULTRAMAX Schubstangensteuerung

## Verweise